# دانكمار أدلر
دانكمار آدْلَر (1844 – 1900م) وُلد بالقرب من إيسيناخ بألمانيا وانتقل إلى الولايات المتحدة في عام 1854م. أما أشهر مبانيه التّجارية المتعدِّدة التّي صمّمها مع لويس سوليفان فهي مبنى قاعة شيكاغو (1886 – 1889م) ومبنى وينرايت (1890 – 1891م) في سانت لويس.
عضو بارز في مدرسة فن العمارة بشيكاغو. قدّم إسهامات جليلة في هندسة فن العمارة، وعلم الصوت والتنظير. وتقف القاعة المركزية للموسيقى (1879م) بشيكاغو شاهدًا على المكانة المرموقة التي تبوأها أدلر لقيامه بتصميم قاعات الاستماع. وفي عام 1881م كوّن شركة مع لويس سوليفان فاشتهرت شركتهما عالميًّا بتصاميمها لقاعات الاستماع وناطحات السحاب.